# John Rabe (film)
John Rabe är en fransk-tysk-kinesisk dramafilm från 2009 i regi av Florian Gallenberger.
Filmen bygger på John Rabes dagboksanteckningar från Nanjingmassakern, utgivna under titeln Der gute Deutsche von Nanking.

## Utmärkelser
John Rabe vann Tyska filmpriset för bästa film 2010.

## Roller i urval
- Ulrich Tukur - John Rabe
- Daniel Brühl - dr Georg Rosen
- Steve Buscemi - dr Robert O. Wilson
- Zhang Jingchu - Langshu
- Anne Consigny - Valérie Dupres
- Dagmar Manzel - Dora Rabe
- Gottfried John - ambassadör Trautmann
- Teruyuki Kagawa - Yasuhiko Asaka
- Mathias Herrmann - Jochen Fließ
- Akira Emoto - general Matsui